# 이태영 (1983년)
이태영(1983년 5월 5일 - )은 대한민국의 개그우먼, 방송인이다. 2007년에 개그맨 공채에 합격하여 데뷔하였다. 본명은 이미선인데 뒤에 이태영으로 개명하였다. 충청북도 청주 출신.

## 경력
- 청주대학교 사회과학대학 행정학과 졸업
- 2007년 MBC 16기 공채 개그맨 합격

## 출연작

### 프로그램
- 2006년 ~ 2009년 : 개그야, MBC
- 2011년 ~ 2012년 : 웃고 또 웃고, MBC
- 2012년 : 토요일 톡리그, tvN
- 2015년 : 웃음을 찾는 사람들, SBS

### 방송
- 2010년 ~ 2013년 : MBC 파워 매거진
- 2011년 ~ 2012년 : 섹션TV 연예통신
- 2016년 : MBC 마이 리틀 베이비

## 같이 보기
- 김경진
- 박보영